# (6514) Torahiko
(6514) Torahiko es un asteroide perteneciente al cinturón de asteroides descubierto el 25 de noviembre de 1987 por Tsutomu Seki desde el Observatorio de Geisei, Geisei, Japón.

## Designación y nombre
Designado provisionalmente como 1987 WY. Fue nombrado en memoria de Torahiko Terada (1878-1935), físico experimental, geofísico y escritor. Sus obras literarias siguen siendo populares hoy en día.

## Características orbitales
Torahiko está situado a una distancia media del Sol de 2,617 ua, pudiendo alejarse hasta 3,245 ua y acercarse hasta 1,990 ua. Su excentricidad es 0,240 y la inclinación orbital 12,358 grados. Emplea 1546,65 días en completar una órbita alrededor del Sol.

## Características físicas
La magnitud absoluta de Torahiko es 13,11. Tiene 7,555 km de diámetro y su albedo se estima en 0,282. 